# Tetjana Hucu
Tetjana Kostjantynivna Hucu (in ucraino Тетяна Костянтинівна Гуцу?, in russo Татьяна Константиновна Гуцу?, Tat'jana Konstantinovna Gucu; Odessa, 5 settembre 1976) è un'ex ginnasta sovietica, dal 1991 ucraina, di origine romena.

## Palmarès

### Olimpiadi
- 4 medaglie:[1]
  - 2 ori (Barcellona 1992 nel concorso a squadre; Barcellona 1992 nell'all-around)
  - 1 argento (Barcellona 1992 nelle parallele asimmetriche)
  - 1 bronzo (Barcellona 1992 nel corpo libero)

### Mondiali
- 3 medaglie:[2]
  - 1 oro (Indianapolis 1991 nel concorso a squadre)
  - 2 argenti (Indianapolis 1991 nelle parallele asimmetriche; Indianapolis 1991 nella trave)

### Europei
- 5 medaglie:[3]
  - 3 ori (Nantes 1992 nell'all-around; Nantes 1992 nel volteggio; Nantes 1992 nelle parallele asimmetriche)
  - 1 argento (Nantes 1992 nella trave)
  - 1 bronzo (Nantes 1992 nel corpo libero)